# Jeita
Jeita es una ciudad y un municipio situados en el distrito de Keserwan de la gobernación del Monte Líbano. La ciudad está a unos 20 kilómetros (12 millas) al norte de Beirut. Tiene una elevación media de 380 metros sobre el nivel del mar y una superficie total de 290 hectáreas. Los habitantes de Jeita son maronitas.
Es bien conocida por la gruta de Jeita que es una atracción turística popular, así como el Nahr al-Kalb, un río que corre desde un manantial cerca de la gruta vaciando en el mar Mediterráneo. 

## Toponimia
El nombre Jeita se deriva de la palabra aramea Ge'itta, que significa "rugido" o "ruido".